# محافظة سونغتشون
محافظة سونغشون هي محافظة تقع في بيونغان الجنوبية، كوريا الشمالية.